# Nadleśnictwo Jawor
Nadleśnictwo Jawor – jednostka organizacyjna Lasów Państwowych podległa Regionalnej Dyrekcji Lasów Państwowych we Wrocławiu. Siedziba nadleśnictwa znajduje się w Jaworze, w powiecie jaworskim, w województwie dolnośląskim.
Nadleśnictwo obejmuje większość terytorium powiatu jaworskiego, część powiatów świdnickiego i średzkiego oraz niewielkie fragmenty powiatów kamiennogórskiego, karkonoskiego, wałbrzyskiego i złotoryjskiego.

## Historia
Do 1945 tutejsze lasy były w ok. 75% własnością majątków ziemskich. Pozostałą cześć stanowiły lasy skarbowe oraz prywatne drobnych właścicieli. W 1945 powstały nadleśnictwa Jawor, Dolina i Wojcieszów. W 1956 częściowo połączone je w nadleśnictwo Bolków. 1 stycznia 1974 połączono nadleśnictwa Jawor i Bolków w jedno nadleśnictwo Jawor. Była to ostania jak dotychczas zmiana granic nadleśnictwa Jawor.

## Ochrona przyrody
Na terenie nadleśnictwa znajduje się sześć rezerwatów przyrody:
- Buki Sudeckie
- Mszana i Obłoga
- Nad Groblą
- Wąwóz Lipa
- Wąwóz Myśliborski
- Wąwóz Siedmicki.

## Drzewostany
Typy siedliskowe lasów nadleśnictwa (z ich udziałem procentowym):
- las mieszany wyżynny świeży 37,27%
- las wyżynny świeży 33,04%
- las mieszany górski świeży 10,81%
- las górski świeży 9,98%
- las wyżynny wilgotny 4,56%
- las świeży 2,10%
- las łęgowy wyżynny 1,16%
- inne <1%

Gatunki lasotwórcze lasów nadleśnictwa (z ich procentowym udziałem powierzchniowym):
- dąb 34,68%
- świerk 22,87%
- buk 11,79%
- jawor 6,07%
- brzoza 4,44%
- modrzew 4,37%
- sosna 3,87%
- lipa 3,02%
- jesion 2,91%
- olcha 2,35%
- jodła 1,68%
- grab 1,21%
- pozostałe 0,74%

Przeciętna zasobność drzewostanów nadleśnictwa wynosi ponad 298,7 m³/ha, a przeciętny wiek 84 lata.